# Thomas Sowell
Thomas Sowell (/soʊl/; n. 30 iunie 1930, Gastonia, Carolina de Nord, SUA) este un economist, sociolog⁠(d) și membru⁠(d) senior al Instituției Hoover⁠(d) din cadrul Universității Stanford.
Născut în Carolina de Nord, Sowell a copilărit în cartierul Harlem din New York. Din cauza problemelor financiare și a nivelului de trai scăzut, el a abandonat cursurile liceului Stuyvesant⁠(d), a fost înrolat în infanteria marină a Statelor Unite și a participat la războiul din Coreea. După revenirea în țară, Sowell s-a înscris la Universitatea Harvard unde a absolvit magna cum laude⁠(d) în 1958. A obținut o diplomă de master în cadrul Universității Columbia în 1959, iar în 1968 a obținut titlul de doctor în economie la Universitatea din Chicago.
Sowell a activat în cadrul a numeroase universități, printre care Universitatea Cornell și Universitatea din California, Los Angeles. De asemenea, a lucrat pentru diverse grupuri de experți precum Institutul Urban⁠(d). Începând din 1980, el a lucrat la Instituția Hoover unde, în calitate de membru senior, s-a ocupat de politicile publice. Toate subiectele analizate în scrierile sale sunt abordate dintr-un punct de vedere libertarian-conservator⁠(d). Sowell a redactat peste 30 de cărți, iar lucrările sale au fost incluse în numeroase antologii. EL a primit Medalia Națională pentru Studii Umaniste⁠(d) pentru cercetările sale care îmbină istoria, economia și politologia.

## Biografie
Sowell s-a născut în Gastonia, Carolina de Nord. Tatăl său a încetat din viață cu puțin timp înainte de nașterea sa, iar mama lui Sowell, o menajeră⁠(d), a rămas singură cu patru copii. El a fost crescut de o mătușă și de două surori mai mari. În autobiografia sa intitulată A Personal Odyssey menționează că în copilărie a întâlnit atât de puțini albi⁠(d) încât nu știa că există păr blond. La vârsta de nouă ani, familia s-a mutat din Charlotte, Carolina de Nord în Harlem, New York City unde sperau la un nivel de trai mai bun.
A urmat cursurile liceului Stuyvesant⁠(d), o școală prestigioasă din New York, devenind primul din familia sa care a absolvit mai mult de șase clase. Cu toate acestea, a fost nevoit să renunțe la studii la vârsta de 17 ani din cauza problemelor domestice și financiare. Sowell a avut numeroase locuri de muncă, inclusiv într-o uzină⁠(d) și la compania Western Union. În 1948, el a participat la probe pentru echipa de baseball Brooklyn Dodgers⁠(d). A fost înrolat⁠(d) în armată în 1951 în timpul războiului din Coreea și a fost repartizat în infanteria marină. Datorită experienței sale în arta fotografiei, Sowell a devenit fotograful marinei.

### Educația
După ce a fost trecut în rezervă⁠(d), Sowell a lucrat ca funcționar public⁠(d) în Washington, D.C. și a urmat cursurile de seral în cadrul Universității Howard, un colegiu rezervat persoanelor de culoare⁠(d). Datorită notelor mari obținute la examenele de admitere la facultate⁠(d) și recomandărilor a doi profesori a reușit să fie admis la Universitatea Harvard. Sowell a absolvit magna cum laude în 1958 cu o diplomă de licență⁠(d) în economie. El a obținut o diplomă de master în cadrul Universități Columbia în anul următor.
Sowell a declarat că a fost marxist „pe parcursul celei de-a doua decade a secolului XX”, prima sa publicație formală fiind o examinare a gândirii marxiste în comparație cu practica marxist-leninistă. În cele din urmă, experiența obținută în urma stagiului de practică efectuat în cadrul administrației federale în vara anului 1960 l-a determinat să respingă economia marxistă⁠(d) și să adopte ideile economiei de piață. În timpul cercetărilor sale, Sowell a descoperit o legătură între creșterea salariului minim⁠(d) pentru muncitorii din industria zahărului⁠(d) din Puerto Rico și creșterea șomajului în acea industrie. Prin analizarea tiparelor, Sowell a găsit că pe angajații guvernamentali care gestionau legea salariului minim îi îngrijora mai mult propriile sarcini de muncă decât problemele săracilor.
Sowell a primit o diplomă de doctor în economie la Universitatea din Chicago în 1968. Teza sa a fost intitulată „Legea lui Say⁠(d) și controversa excesului general⁠(d)”. Sowell a ales inițial Universitatea Columbia pentru a studia sub coordonarea lui George Stigler care avea să fie premiat cu premiul Nobel pentru științe economice. Când a aflat că Stigler s-a mutat la Universitatea din Chicago, acesta a decis să-l urmeze.

### Cariera
Din 1965 până în 1969, Sowell a fost asistent universitar⁠(d) la Universitatea Cornell. Rememorând 30 de ani mai târziu evenimentele petrecute în 1969 când studenții de culoare ai uniunii studențești Willard Straight Hall⁠(d) au ocupat universitatea, Sowell îi descrie pe aceștia drept „huligani⁠(d)” cu „dificultăți academice grave [care au fost] admiși în baza unor standarde academice inferioare⁠(d)” și menționează că „rasismul omniprezent pe care studenții de culoare l-ar fi întâlnit la fiecare pas în campusul universitar și în oraș nu s-a manifestat [în cazul meu] în cei patru ani în care am predat la Cornell și locuit la Ithaca”.
Sowell a predat economie la Universitatea Howard, Rutgers, Cornell, Universitatea Brandeis⁠(d), Colegiul Amherst și Universitatea din California, Los Angeles. Din 1980, a fost membru senior⁠(d) al Instituției Hoover⁠(d) din cadrul Universității Stanford unde a condus o asociație numită după Rose⁠(d) și Milton Friedman, mentorul său. El a fost invitat de mai multe ori în  cadrul emisiunii Firing Line⁠(d) prezentate de William F. Buckley Jr. în cadrul căreia  participat la dezbaterea despre economiei raselor și privatizării.
În 1987, Sowell a depus mărturie în favoarea judecătorului Curții federale de Apel Robert Bork în timpul audierilor pentru numirea sa la Curtea Suprema a Statelor Unite⁠(d). În mărturia sa, Sowell a susținut că Bork a fost „cel mai calificat candidat al generației sale”, iar așa-numitul activismul judiciar - un concept pe care Bork l-a respins - „nu a fost avantajos pentru minorități”.
Într-o recenzie a cărții sale din 1987, A Conflict of Visions⁠(d), Larry D. Nachman l-a descris pe Sowell în revista Commentary ca fiind un reprezentant de frunte al școlii de la Chicago.

### Viața personală
A fost căsătorit cu Alma Jean Parr din 1964 până în 1975, iar apoi cu Mary Ash din 1981. Acesta are doi copii: John și Lorraine.
În 2007, Sowell a declarat că emisiunile de televiziune moderne nu au calitatea celor din trecut precum The David Susskind Show⁠(d) sau The University of Chicago Roundtable, iar emisiunea Meet the Press⁠(d) prezentată de Tim Russert⁠(d) nu este la fel de bună cu gazdele Lawrence E. Spivak⁠(d) sau Bill Monroe⁠(d). Sowell este cunoscut pentru faptul că îi displace autopromovarea.

## Lucrări și convingeri
Subiectele abordate în scrierile lui Sowell variază de la politica socială privind rasele⁠(d), grupurile etnice, educația și procesele decizionale până la economia clasică⁠(d) și marxistă⁠(d). El a studiat și problema copiilor diagnosticați greșit ca având handicap.
O rubrică redactată de Sowell și distribuită de Creators Syndicate⁠(d) a apărut în revistele Forbes, National Review, The Wall Street Journal, The Washington Times, The New York Post și alte ziare importante, dar și pe site-uri mass-media precum RealClearPolitics⁠(d), Townhall⁠(d), WorldNetDaily⁠(d) și Jewish World Review⁠(d). În această rubrică, Sowell a comentat subiecte de actualitate, a  emis opinia că mass-media de stânga este părtinitoare⁠(d),a criticat activismul judiciar (argumentând în favoarea valorilor originalismului), avortul prin naștere parțială⁠(d), salariul minim pe economie, sistemul de sănătate universal⁠(d), tensiunile dintre politicile și programele guvernamentale și autonomia familială, acțiunea afirmativă, birocrația guvernamentală, limitarea dreptului de a deține și purta arme⁠(d), militantismul⁠(d) în politica externă a Statelor Unite, războiul împotriva drogurilor⁠(d) și multiculturalismul. Conform The Journal of Blacks in Higher Education⁠(d), Sowell a fost cel mai citat⁠(d) economist de culoare între 1991 și 1995, respectiv al doilea cel mai citat între 1971 și 1990.
Pe 27 decembrie 2016, Sowell a anunțat că nu-și va mai publica rubrica, menționând - la vârsta de 86 de ani - că „întrebarea nu este de ce renunț, ci de ce am publicat atât de mult timp”. El a menționat că dorește să-și dedice mai mult timp fotografiei.
Un documentar care prezintă cariera sa - intitulat Thomas Sowell: Common Sense in a Senseless World - a fost lansat pe 25 ianuarie 2021 de către Free to Choose Network⁠(d).

### Ideologia politică și economică
Deși este adesea descris ca fiind un conservator de culoare⁠(d), Sowell preferă să nu fie etichetat, susținând că: „Prefer să nu fiu etichetat, dar bănuiesc că „libertarian⁠(d)” mi s-ar potrivi mai bine decât multe alte descrieri, deși nu sunt de acord cu abordarea libertariană a anumitor subiecte”. El a abordat cu precădere subiecte economice, fiind un susținător al pieței libere. Sowell s-a opus Sistemului Federal de Rezerve deoarece nu a reușit să prevină crizele economice și să limiteze inflația. De asemenea a descris în autobiografia sa modul serios în care l-a studiat pe Karl Marx. El s-a declarat antimarxist⁠(d) și a oferit o critică a teoriei marxiste în cartea sa Marxism: Philosophy and Economics (1985).
Sowell a redactat o trilogie despre ideologii economice⁠(d) și politice: A Conflict of Visions⁠(d) - în care a discutat originea conflictelor politice -, The Vision of the Anointed⁠(d) - unde a comparat două abordări despre lume: conservatoare/libertariană⁠(d) și liberală⁠(d)/progresivă⁠(d) - de asemenea a scrisThe Quest for Cosmic Justice - în care și-a expus teza care susține că intelectualii, politicienii și liderii încearcă să rezolve și să desăvârșească lumea într-o manieră utopică și dezastruoasă. Subiectele discutate în trilogii sunt abordate și în lucrarea Intellectuals and Society⁠(d) unde discută cea ce el numește hybrisul și stupiditatea intelectualilor din numeroase domenii.
Cartea sa Knowledge and Decisions⁠(d), premiată cu Premiului Centrului de Drept și Economie în 1980, a fost considerată o „lucrare de referință” și lăudată datorită „contribuției sale substanțiale la modul nostru de a înțelege diferențele dintre cum funcționează piața și guvernul”. Odată cu anunțarea premiului, centrul l-a felicitat pe Sowell a cărui expunere a procesului de legiferare, respectiv a diversității și eficacității pieței acordă lucrărilor sale din ce în ce mai multă valoare”. Friedrich Hayek menționa că: „Într-o manieră complet originală, [Sowell] reușește să traducă argumente abstracte și teoretice în discuții extrem de concrete și realiste despre problemele centrale ale economiei politice contemporane”.
Sowell susține dezincriminarea consumului de droguri⁠(d) și uneori abordează subiectul limitării dreptului de a deține și purta arme de foc. Cu privire la acest subiect, acesta susține că: „Se pot alege studii empirice după bunul plac⁠(d) sau cita unele studii care arată că legile care restricționează regimul armelor nu controlează de fapt accesul la arme. Prin urmare, acestea nu salvează vieți, ci costă vieți”.

### Rasă și etnie
Sowell susține că rasismul sistematic⁠(d) reprezintă o ipoteză netestată și discutabilă, aceasta fiind un element al propagandei răspândite în Statele Unite și unul dintre acele cuvinte pe care oamenii le folosesc fără să cunoască cu adevărat semnificația lor. Acesta consideră rasismul sistematic drept o tactică propagandistă tipică celor utilizate de Joseph Goebbels deoarece trebuie repetată ad infinitum până când populația cedează și o acceptă ca fiind adevărată.
În unele lucrări – inclusiv The Economics and Politics of Race (1983), Ethnic America (1981), Affirmative Action Around the World⁠(d) (2004) etc. – Sowell  a contestat ideea că progresul populației de culoare se datorează programelor și politicilor guvernamentale adoptate de progresiști. În Black Rednecks and White Liberals⁠(d) (2005), acesta a susținut că o mare parte din problemele comunității de culoare nu sunt unice, indiferent dacă sunt privite prin prisma grupurilor etnice din Statele Unite sau a conflictului dintre rural și urban.

Sowell a abordat în lucrările sale și subiecte legată de rasă, fiind un cunoscut critic al acțiunii afirmative și al cotelor rasiale⁠(d). S-a opus vehement guvernului interpretat ca salvator al minorităților deoarece faptele istorice demonstrează contrariul. În lucrarea Affirmative Action Around the World, Sowell menționează că acțiunea afirmativă afectează mai multe grupuri rasiale decât se susține, iar aceasta nu-i mai avantajează pe negri.
Una dintre puținele politici despre care se poate spune că dăunează practic fiecărui grup într-un mod diferit... Bineînțeles, albii și asiaticii sunt dezavantajați atunci când adopți o procedură de admitere preferențială pentru studenții de culoare sau hispanici — dar negrii și hispanicii sunt dezavantajați din moment ce consecința tipică [a acestei decizii] este că studenții care au toate șansele să reușească la facultate sunt admiși în instituții unde standardele sunt atât de ridicate încât nu izbutesc.
În Intellectuals and Race (2013), Sowell susține că diferențele dintre diferite grupurile etnice în materie de inteligență (IQ) nu sunt deloc uimitoare sau neobișnuite. Acesta observă că diferența de aproximativ 15 puncte dintre scorurile obținute de negri și cele ale albilor⁠(d) este similară cu cea dintre media națională și scorurile obținute de anumite grupuri etnice albe⁠(d) în anii trecuți în perioadele în care țara primea noi imigranți.

### Întârzierea vorbirii la copii și sindromul Einstein
Sowell a redactat The Einstein Syndrome: Bright Children Who Talk Late, o continuare a subiectului abordat în lucrarea Late-Talking Children unde discută despre o „afecțiune” pe care a numit-o sindromul Einstein⁠(d). Această carte investighează fenomenul întârzierii vorbirii la copii, diagnosticată deseori incorect⁠(d) drept autism sau tulburare de dezvoltare pervazivă⁠(d). In lucrarea conscrată a acestei trăsături  prost înțelese dezvoltării umane⁠(d)Sowell menționează numeroase cercetări, printre care studiile realizate de Stephen Camarata și Steven Pinker⁠(d). Este vorba de o trăsătură care a afectat personalități importante precum Albert Einstein, Edward Teller, Richard Feynman, Julia Robinson⁠(d), Arthur Rubinstein și Clara Schumann. Sowell propune teoria că unii copii se dezvoltă inegal (dezvoltare asincronă⁠(d)) intr-o perioadă din copilărie datorită dezvoltării rapide și extraordinare a funcțiilor analitice ale creierului. Acest proces „fură temporar” resursele altor funcții precum dezvoltarea limbajului⁠(d). Prin urmare, Sowell nu este de acord cu ipoteza lui Simon Baron-Cohen⁠(d) care susține că Einstein ar fi avut sindromul Asperger.

### Politică
Într-un editorial Townhall intitulat „Moștenirea lui Bush”, Sowell l-a descris pe președintele George W. Bush drept „pestriț”, dar „un om onorabil”.  Acesta a fost un critic acerb al candidatului⁠(d) republican Donald Trump și l-a susținut în mod oficial pe Ted Cruz în cursa pentru obținerea nominalizării Partidului Republican⁠(d) într-un articol din februarie 2016. Cu toate acestea, Sowell precizează că în cadrul alegerilor generale⁠(d) va vota împotriva candidatului democrat Hilary Clinton, fiind îngrijorat de posibilele numiri pe care Clinton le-ar putea face la Curtea Supremă.
În 2020, Sowell a susținut că preluarea funcției prezidențiale de Joe Biden în cadrul alegerilor prezidențiale din 2020 ar putea reprezenta începutul sfârșitului pentru Statele Unite, un punct critic similar cu declinul Imperiului Roman. Într-un interviu din iulie 2020, acesta a declarat că „Imperiul Roman a depășit numeroase dificultăți în lunga sa istorie, însă în cele din urmă a ajuns într-un punct din care nu mai putea continua și o mare parte [din aceste probleme] au venit din interior”. Sowell preciza că dacă Biden va deveni președinte, Partidul Democrat ar putea controla țara și dacă acest fapt are loc, aceștia s-ar putea alia cu „stânga radicală”, iar idei precum desființarea poliției⁠(d) ar putea fi puse în aplicare.

### Donald Trump
Cu două săptămâni înainte de alegerile prezidențiale din 2016, Sowell a îndemnat alegătorii să voteze pentru Donald Trump în detrimentul lui Hillary Clinton. Când a fost întrebat în 2018 ce crede despre președinția lui Trump⁠(d), acesta a răspuns: „Cred că este mai bun decât președintele anterior”.
În martie 2019, Sowell a discutat despre reacția publicului față de modul în care mass-media mainstream⁠(d) îl prezenta pe Donald Trump: „Ce este tragic este faptul că există atât de mulți oameni care pur și simplu reacționează mai degrabă la vorbe decât să-și pună întrebarea ′Sunt afirmațiile acestei persoane adevărate? Cum pot să le verific?′ și așa mai departe”. O lună mai târziu, Sowell l-a apărat din nou pe Trump în fața acuzațiilor de rasism, declarând că „Nu am văzut nicio dovadă concretă. Și, din păcate, trăim într-o perioadă în care nimeni nu le cere. Doar repeți câteva cuvinte familiare și oamenii vor reacționa în aproape același fel în care câinele lui Pavlov a fost condiționat să reacționeze la auzul anumit sunete”.

### Educație
Sowell a abordat subiectul educației pe parcursul carierei sale. Acesta a susținut necesitatea reformării sistemului școlar din Statele Unite. În cea mai recentă lucrare a sa - Charter Schools and Their Enemies⁠(d) (2020) - compară rezultatele educaționale ale elevilor pregătiți în cadrul școlilor charter⁠(d) cu cele ale elevilor din școlile publice. În cercetarea sa, Sowell explică metodologia și necesitatea de a alege studenți comparabili - atât etnic, cât și socioeconomic - înainte să-și prezinte concluziile. El a descoperit că, în general, școlile charter au rezultate educaționale mai bune decât școlile convenționale. 
Sowell scrie și despre importanța educației pentru tineri. El susține că multe școli nu oferă o educație adecvată copiilor, situația fiind cauzată de diverse probleme: înlocuirea educației cu îndoctrinarea, acordarea injustă de fonduri școlilor de către sindicatele din învățământ, birocrația școlară care a monopolizat numeroase școli etc.
În cartea sa Education: Assumptions Versus History (1986), Sowell analizează starea educației în școlile și universitățile din Statele Unite. El examinează cu precădere experiențele afro-americanilor și ale altor grupuri etnice în sistemul educațional american, identificând factorii și tiparele care contribuie atât la succesul, cât și la eșecul studenților.

## Impact academic
Valoarea lucrărilor lui Sowell a fost recunoscută de liberalii clasici, libertarienii⁠(d) și conservatorii din diferite discipline. Acestea au fost remarcate datorită originalității și profunzimii ideilor, modului de exprimare și cercetării minuțioase. Publicațiile lui Sowell au fost bine primite de economiștii Steven Plaut⁠(d), Steve Hanke⁠(d), și John B. Taylor⁠(d); filozofii Carl Cohen⁠(d) și Tibor Machan⁠(d); istoricul științei Michael Shermer; eseistul Gerald Early⁠(d); politologii Abigail Thernstrom⁠(d) și Charles Murray⁠(d); psihologii Steven Pinker⁠(d) și Jonathan Haidt⁠(d); Josef Joffe⁠(d), publicistul și editorul Die Zeit,  și Walter E. Williams, profesor de economie la Universității George Mason⁠(d).
Spre deosebire de aceștia, James B. Stewart de la Penn State a redactat o recenzie critică a lucrării Black Rednecks și White Liberals, numind-o „cea mai recentă salvă de tun din cruciada continuă a lui Thomas Sowell a cărui scop este să reprezinte valorile aparent disfuncționale și trăsăturile comportamentale ale afro-americanilor drept principalele motive pentru inegalitățile economice și sociale persistente”. Alți academicieni precum economista Bernadette Chachere, sociologul William Julius Wilson⁠(d), profesorul de științe sociale Richard Coughlin și profesorul de drept Richard Thompson Ford⁠(d) au criticat o parte din lucrările sale în recenzii. Criticismul cuprinde ignorarea discriminării femeilor la locul de muncă⁠(d) în lucrarea Rhetoric or Reality?; lipsa unei metodologii coerente în Race and Culture: A World View; caricaturizarea și apoi atacarea teoriilor rivale în Intellectuals and Race; ignorarea impactului sclaviei în Black Rednecks și White Liberals și a recentelor schimbări demografice în Wealth, Poverty and Politics. Într-o recenzie din Journal of Economic Literature, economistul Jennifer Doleac⁠(d) a criticat lucrarea Discrimination and Disparities pe motiv că ignoră o mare parte a literaturii economice care arată că discriminarea statistică și animozitatea rasială sunt reale și omniprezente  - Sowell susține că inegalitățile rasiale existente sunt cauzate de aspecte precum educația - și dovezile existente denotă că prin intervenția guvernului se pot atinge obiectivele societale și eficientiza funcționarea piețelor.

## Premii
- 1982: Premiul Mencken pentru cea mai bună carte din partea Free Press Association pentru America etnică: o istorie.
- 1990: Premiul Francis Boyer⁠(d) acordat de American Enterprise Institute⁠(d).
- 1998: Premiul Sydney Hook⁠(d) acordat de National Association of Scholars⁠(d).[83]
- 2002: National Humanities Medal⁠(d) prezentată de președintele George W. Bush pentru cercetările sale care îmbină istoria, economia și politologia.
- 2003: Premiul Bradley⁠(d) pentru cercetările sale.[84]
- 2004: Premiul Lysander Spooner prezentat de Laissez Faire Books⁠(d) pentru lucrarea Applied Economics: Thinking Beyond Stage One⁠(d).[85]
- 2008: International Book Award din partea getAbstract⁠(d) pentru cartea Economic Facts and Fallacies.[86]

## Cronologia carierei
- Economist⁠(d) în cadrul Departamentului Muncii din Statele Unite⁠(d), iunie 1961 – august 1962
- Instructor în economie, Colegiul Douglass, Universitatea Rutgers, septembrie 1962 – iunie 1963
- Lector universitar, Universitatea Howard, septembrie 1963 – iunie 1964
- Analist financiar⁠(d), American Telephone & Telegraph Co.⁠(d), iunie 1964 – august 1965
- Asistent universitar, Universitatea Cornell, septembrie 1965 – august 1969
- Profesor asociat, Universitatea Brandeis⁠(d), septembrie 1969 – iunie 1970
- Profesor asociat, Universitatea din California, Los Angeles, septembrie 1970 – iunie 1972
- Director de proiect, Institutul Urban⁠(d), august 1972 – iulie 1974
- Membru, Centrul pentru Studii Avansate în Științe Comportamentale⁠(d), iulie 1976 – martie 1977
- Profesor invitat⁠(d), Colegiul Amherst, septembrie - decembrie 1977
- Membru, Instituția Hoover⁠(d), Universitatea Stanford, aprilie-august 1977
- Profesor de economie, UCLA, iulie 1974 – iunie 1980
- Membru senior, Instituția Hoover, septembrie 1980 – prezent

### Cărți
- 1971. Economics: Analysis and Issues. Scott Foresman & Co.
- 1972. Black Education: Myths and Tragedies. David McKay Co. . ISBN 0-679-30015-5 .
- 1972. Say's Law: A Historical Analysis. Princeton University Press. ISBN 978-0-691-04166-7.
- 1974. Classical Economics Reconsidered. Princeton University Press. ISBN 978-0-691-00358-0.
- 1975. Race and Economics. David McKay Co. ISBN 978-0-679-30262-9.
- 1980. Knowledge and Decisions. Basic Books. ISBN 978-0-465-03736-0.
- 1981. Ethnic America: A History . Basic Books. ISBN 0-465-02074-7 .
  - Capitolul 1 - The American Mosaic
- 1981. Markets and Minorities. Basic Books. ISBN 0-465-04399-2 .
- 1981. Pink and Brown People: and Other Controversial Essays . Hoover Press . ISBN 0-8179-7532-2.
- 1983. The Economics and Politics of Race. William Morrow. ISBN 0-688-01891-2.
- 1984. Civil Rights: Rhetoric or Reality? William Morrow. ISBN 0-688-03113-7.
- 1985. Marxism: Philosophy and Economics. Quill. ISBN 0-688-06426-4.
- 1986. Education: Assumptions Versus History. Hoover Press. ISBN 0-8179-8112-8.
- 1987. A Conflict of Visions: Ideological Origins of Political Struggles . William Morrow. ISBN 0-688-06912-6 .
- 1987. Compassion Versus Guilt and Other Essays. William Morrow. ISBN 0-688-07114-7.
- 1990. Preferential Policies: An International Perspective. ISBN 0-688-08599-7
- 1993. Inside American Education. New York: The Free Press. ISBN 0-7432-5408-2.
- 1993. Is Reality Optional?: and Other Essays. Hoover. ISBN 978-0-8179-9262-0.
- 1995. Race and Culture: A World View. ISBN 0-465-06796-4.
- 1995. The Vision of the Anointed: Self-Congratulation As a Basis for Social Policy. Basic Books. ISBN 0-465-08995-X.
- 1996. Migrations and Cultures: A World View. ISBN 0-465-04589-8. OCLC 41748039.
- 1998. Conquests and Cultures: An International History. ISBN 0-465-01400-3.
- 1998. Late-Talking Children. ISBN 0-465-03835-2.
- 1999. The Quest for Cosmic Justice . ISBN 0-684-86463-0.
- 2000. A Personal Odyssey. ISBN 0-684-86465-7.
- 2000. Basic Economics: A Citizen's Guide to the Economy (1st ed.) . Basic Books. ISBN 0-465-08145-2.
- 2002. Controversial Essays. Hoover. ISBN 0-8179-2992-4.
- 2002. The Einstein Syndrome: Bright Children Who Talk Late. ISBN 0-465-08141-X.
- 2003. Applied Economics: Thinking Beyond Stage One. ISBN 0-465-08143-6.
- 2004. Affirmative Action Around the World: An Empirical Study . New Haven, CT: Yale University Press . ISBN 978-0-300-10775-3 .
- 2004. Basic Economics: A Citizen's Guide to the Economy (revised and expanded ed.). New York: Basic Books.
- 2005. Black Rednecks and White Liberals. San Francisco: Encounter Books. ISBN 978-1-59403-086-4.
- 2006. Ever Wonder Why?: and Other Controversial Essays . Stanford, CA: Hoover Institution Press. ISBN 978-0-8179-4752-1 . OCLC 253604328 . ASIN 0817947523 .
- 2006. On Classical Economics. New Haven, CT: Yale University Press. ISBN 978-0-300-12606-8.
- 2007. A Man of Letters. San Francisco, CA: Encounter Books. ISBN 978-1-59403-196-0.
- 2007. Basic Economics: A Common Sense Guide to the Economy (3rd ed.). Cambridge, MA: Perseus Books. ISBN 978-0-465-00260-3. OCLC 76897806.
- 2008. Applied Economics: Thinking Beyond Stage One (2nd ed.). Basic Books. ISBN 978-0-465-00345-7 . OCLC 260206351 .
- 2008. Economic Facts and Fallacies . Basic Books. ISBN 978-0-465-00349-5. OCLC 1033591370. ASIN 0465003494.
- 2009. The Housing Boom and Bust. Basic Books. ISBN 978-0-465-01880-2.
  - Capitolul 5 - The Past and the Future Arhivat în 25 noiembrie 2021, la Wayback Machine.
- 2010. Basic Economics: A Common Sense Guide to the Economy (4th ed.). Cambridge, MA: Perseus Books. ISBN 978-0-465-02252-6.
- 2010. Dismantling America: and Other Controversial Essays. Basic Books. ISBN 978-0-465-02251-9 . OCLC 688505777 .
- 2010. Intellectuals and Society . Basic Books. ISBN 978-0-465-01948-9 . Lay summary .
- 2011. The Thomas Sowell Reader. Basic Books. ISBN 978-0-465-02250-2.
- 2011. Economic Facts and Fallacies, 2nd edition. Basic Books. ISBN 978-0465022038
- 2013. Intellectuals and Race. Basic Books. ISBN 978-0-465-05872-3.
- 2014. Basic Economics: A Common Sense Guide to the Economy (5th ed.). New York: Basic Books. ISBN 978-0-465-06073-3.
- 2015. Wealth, Poverty and Politics: An International Perspective.
- 2016. Wealth, Poverty and Politics: An International Perspective (2nd ed.). ISBN 978-0-465-09676-3.
- 2018. Discrimination and Disparities. ISBN 978-1-541-64560-8.
- 2019. Discrimination and Disparities (revised, enlarged ed.) ISBN 978-1-541-64563-9.
- 2020. Charter Schools and Their Enemies. ISBN 978-1-541-67513-1.

### Eseuri alese
- Sowell, Thomas (May 1973). „Arthur Jensen and His Critics: The Great IQ Controversy”. Change. 5 (4): 33–37. doi:10.1080/00091383.1973.10568506. JSTOR 40161749.
- 1975. „Affirmative Action Reconsidered. Was It Necessary in Academia?” (Evaluation Studies 27). Washington, DC: American Enterprise Institute for Public Policy Research. ISBN 0-8447-3199-4. LCC 75-42779.
- 1979. „Status versus Behavior” Washington University Law Review 1979(1):179–88.
- 1982. „Weber and Bakke, and the Presuppositions of 'Affirmative Action'" Pp. 37–63 in Discrimination, Affirmative Action, and Equal Opportunity: An Economic and Social Perspective, edited by W. E. Block and M. A. Walker. Fraser Institute. CiteSeerx: 10.1.1.456.9623.
- 2002. „The Education of Minority Children." Pp. 79–92 in Education in the Twenty-First Century, edited by E. P. Lazear. Stanford, CA: Hoover Institution Press. Available via eText.
- 2002. „Discrimination, Economics, and Culture." Pp. 167–80 in Beyond the Color Line: New Perspectives on Race and Ethnicity in America, edited by A. Thernstrom and S. Thernstrom. Hoover Institution Press.
- 2012. „'Trickle Down' Theory and 'Tax Cuts for the Rich'" (Hoover Institution Press Publication 635) Stanford, CA: Hoover Institution Press. ISBN 978-0-8179-1615-2. Google Books: EY3prsH-5bwC